# Santiago de María
Santiago de María ist eine Municipio im Departamentos Usulután im mittelamerikanischen Staat El Salvador. Im Jahr 2007 lebten hier 14.339 Einwohner. Es liegt im Bergland und ist von Cerros umgeben. Nach Usulután, Hauptort des Departamento, sind es etwa 25 km.
Santiago ist Sitz des römisch-katholischen Bistums Santiago de María.

## Wirtschaft
Santiago de María ist ein Kaffeeanbaugebiet. Es gibt hier drei größere Kaffeeaufbereitungsanlagen.

## Nachweise
1. ↑  www.citypopulation.de